# Liste der denkmalgeschützten Objekte in Konstantinovy Lázně
Grundlage dieser Liste der denkmalgeschützten Objekte in Konstantinovy Lázně ist die ÚSKP-Liste (Ústřední seznam kulturních památek České republiky, deutsch Zentrale Liste der Kulturdenkmäler der Tschechischen Republik), die von der tschechischen Denkmalschutzbehörde NPÚ (Národní památkový ústav, deutsch Nationale Denkmalbehörde) seit 1987 geführt wird und an die seit dem Jahr 1850 geschaffenen Listen anschließt.

## Denkmalgeschützte Objekte nach Ortsteilen

### Konstantinovy Lázně
| Lage | Objekt     | Beschreibung | ÚSKP-Nr.                  | Bild       |
| ---- | ---------- | ------------ | ------------------------- | ---------- |
| ()   | Sühnekreuz | Sühnekreuz   | 29209/4-5138 Info Katalog | Sühnekreuz |

### Okrouhlé Hradiště
| Lage                                            | Objekt                         | Beschreibung                                                         | ÚSKP-Nr.                  | Bild           |
| ----------------------------------------------- | ------------------------------ | -------------------------------------------------------------------- | ------------------------- | -------------- |
| Okrouhlé Hradiště 32 (Standort)                 | Schloss Daňkov                 | Schloss Daňkov                                                       | 21919/4-1823 Info Katalog | Schloss Daňkov |
| Okrouhlé Hradiště ()                            | Wallburg Šipín                 | befestigte Höhensiedlung - Wallburg Šipín, archäologische Spuren     | 102016 Info Katalog       |                |
| Okrouhlé Hradiště (Standort)                    | Kirche hl. Johannes der Täufer | Kirche hl. Johannes der Täufer                                       | 10328/4-4902 Info Katalog | weitere Bilder |
| auf dem Felsen über dem Bach Hadovka (Standort) | Burg Gutštejn                  | Burg Gutštejn, Ruine                                                 | 18179/4-1822 Info Katalog | weitere Bilder |
| Okrouhlé Hradiště (Standort)                    | Wallburg Burghügel             | befestigte Höhensiedlung - Wallburg Burghügel, archäologische Spuren | 46589/4-1824 Info Katalog | BW             |

### Poloučany
| Lage                                                | Objekt                      | Beschreibung                       | ÚSKP-Nr.                  | Bild           |
| --------------------------------------------------- | --------------------------- | ---------------------------------- | ------------------------- | -------------- |
| etwa 1 km südöstlich der Ortschaft Potín (Standort) | Burg Falkenstein (Falštejn) | Burg Falkenstein (Falštejn), Ruine | 21900/4-1994 Info Katalog | weitere Bilder |

### Šipín
| Lage                                   | Objekt                            | Beschreibung                      | ÚSKP-Nr.                  | Bild                              |
| -------------------------------------- | --------------------------------- | --------------------------------- | ------------------------- | --------------------------------- |
| Ortsmitte (Standort)                   | Kirche hl. Barbara                | Kirche hl. Barbara                | 24815/4-1568 Info Katalog | weitere Bilder                    |
| im Wald oberhalb des Dorfes (Standort) | Kapellchen der hl. Jungfrau Maria | Kapellchen der hl. Jungfrau Maria | 34883/4-1569 Info Katalog | Kapellchen der hl. Jungfrau Maria |
| beim Wald ()                           | Marterl                           | Marterl                           | 26980/4-1570 Info Katalog |                                   |